# 塞瓦斯蒂安·莱尔多·德·特哈达
塞瓦斯蒂安·莱尔多·德·特哈达-科拉尔（西班牙語：Sebastián Lerdo de Tejada y Corral，西班牙語發音：[seβasˈtjan ˈleɾðo ðe teˈxaða]；1823年4月24日—1889年4月21日）是一位墨西哥政治人物，屬於自由主義者，出生於哈拉帕。塞瓦斯蒂安·莱尔多·德·特哈达於1872年至1876年擔任墨西哥總統。